# Brooklyn Lee
Brooklyn Lee (Ohio; 1 de junio de 1989) es una actriz pornográfica estadounidense.
Originaria de Ohio, Lee comenzó a trabajar en un club nocturno en Boston, Massachusetts a la edad de 18 años. Se mudó de Nueva York a Los Ángeles para unirse a la industria de videos para adultos. Firmó originalmente con LA Direct Models en 2010. Los miembros del reparto original de Revenge of the Nerds aprobaron su papel en su parodia pornográfica. Firmó con la agencia de Mark Spiegler, el Spieglergirls, para representación exclusiva en noviembre de 2011.
Lee apareció en el vídeo musical de Pink para "Raise Your Glass" en 2010 con otras tres modelos de LA Direct Models.

## Premios y nominaciones
- 2012 AVN Award for Best New Starlet[8]
- 2012 AVN Award for Best All-Girl Group Sex Scene in Cherry 2[8]
- 2012 AVN Award for Most Outrageous Sex Scene in American Cocksucking Sluts[8]
- 2012 AVN Award for Best Oral Sex Scene in American Cocksucking Sluts[8]
- 2012 AVN Award for Best Sex Scene in a Foreign-Shot Production in Mission Asspossible[8]
- 2012 XRCO Award for Orgasmic Oralist
- 2012 TLA Raw Award for Best Female Newcome